# Тршебоньский монастырь
Тршебоньский монастырь (чеш. Třeboňský klášter) или Монастырь августинских каноников в Тршебоне (чеш. Klášter augustiniánských kanovníků v Třeboni) — бывший католический монастырь ордена августинцев в историческом центре города Тршебонь Южночешского края Чешской республики, основанный Рожмберками в XIV веке.

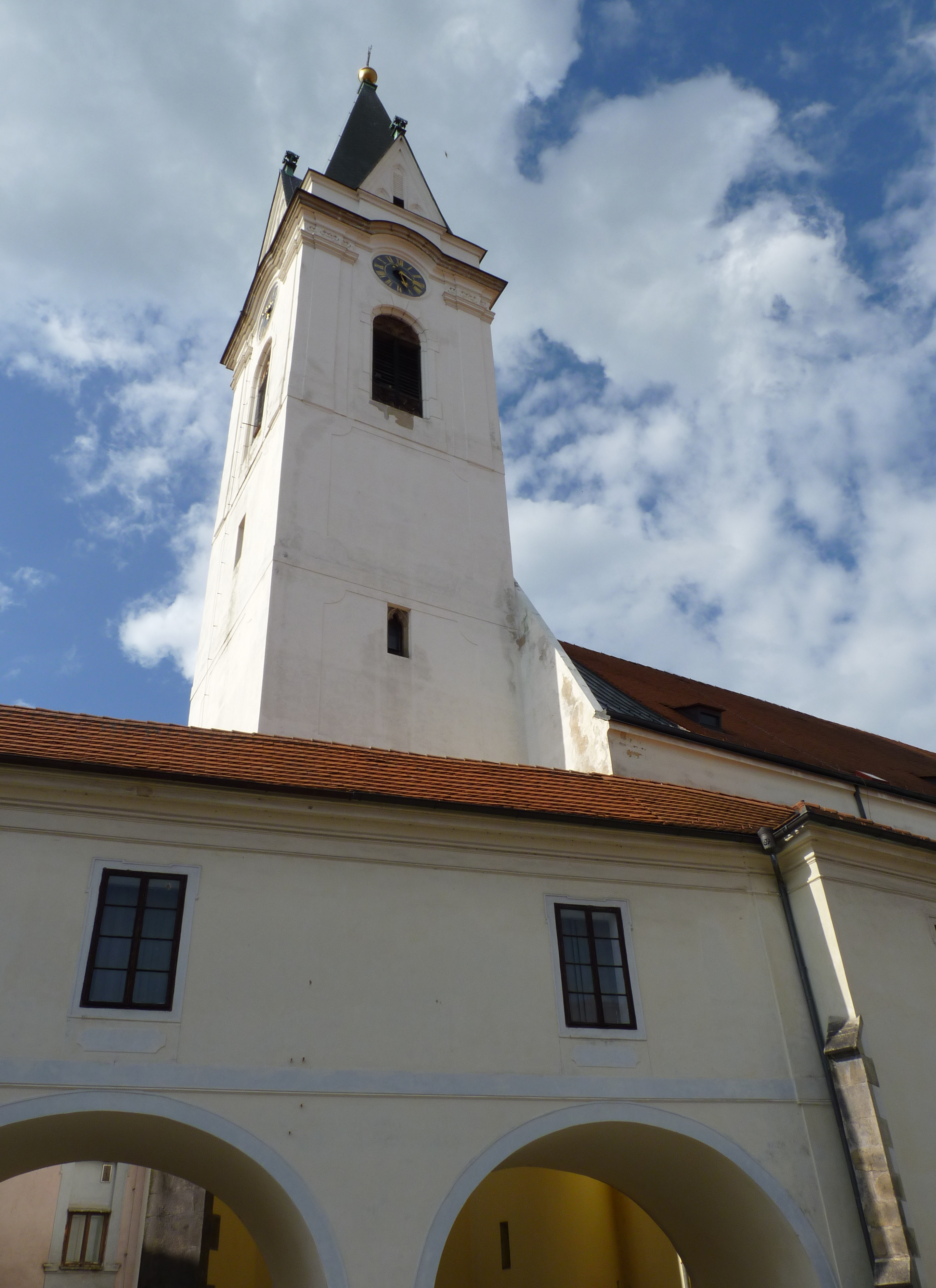
Монастырский костёл Святого Ильи и Царицы Девы Марии.

## Основание монастыря
В Средние века Тршебоньский монастырь был признанным центром развития образования и живописи на юге Чехии. Монастырь был основан четырьмя сыновьями Петра I из Рожмберка, которым архиепископ Праги Ян I Очко из Влашима 12 мая 1367 года выдал разрешение преобразовать Тршебоньский приход Святого Ильи в монастырь регулярных каноников Святого Августина. Рожмберки также обеспечили существование в монастыре первых восьми монахов, трое из которых были присланы из августинского монастыря Роуднице-над-Лабем его пробстом Микулашом. В течение следующих 20-ти лет на месте небольшого приходского костёла был воздвигнут готический монастырский храм Царицы Девы Марии и Святого Ильи и примыкающее к нему здание конвента.
Монастырю были пожалованы сёла Доманин, Дунаёвице, Дворец, Граховиште, Милетин, Споли и Шальмановице. Согласно земельному регистру 1378 года, в феодальной зависимости у монастыря находились 162 крестьянских дворов общей площадью 70 гуф. Общий доход монастыря от этих хозяйств в том году составил 1907 грошей. Монастырь быстро развивался благодаря поддержке Рожмберков. В 1380 году община монастыря состояла уже из 18 монахов, а в 1389 — из 21. В 1385 году первый пробст монастыря Бенеш добился королевского подтверждения рожмберкских учредительных грамот.
2 февраля 1389 года папа Урбан VI удовлетворил прошение братьев Яна и Ольдржиха из Рожмберка повысил статус пробста Тршебоньского монастыря до звания аббата. После этого каноники монастыря получили право самостоятельно избирать аббата из своей среды. Первый аббат Бенеш отошёл от дел в 1390 году и умер пять лет спустя.

## Развитие монастыря в XV веке
Вместе с увеличением владений Рожмберков росло и благосостояние монастыря, ставшего крупным землевладельцем. Помимо имений, жертвовавшихся и завещавшихся Рожмберками монастырь покупал и выменивал новые и новые владения как в Чехии, так и за её пределами (например, виноградник в Австрии). Вероятно от Йиндржиха III из Рожмберка монастырь получил, помимо нескольких дворов и лугов, пруд Деканец и некоторые доходы от сёл Бранна и Слабошовице в качестве компенсации за село Опатовице, затопленное рожмберкским прудом, который по этой причине назвали Опатовицким.
Во время гуситских войн Тршебоньский монастырь, благодаря защите Ольдржиха II из Рожмберка, не был разграблен и сожжён, в отличие от многих других чешских монастырей. С другой стороны, вотчины монастыря не пострадали и от самого Ольдржиха, захватившего в период войн огромные монастырские владения на юге Чехии (в частности, земли Златокорунского монастыря). Несмотря на это, в 1421 году тршебоньская братия переехала в целях безопасности в австрийские монастыри и вернулась в Тршебонь только в начале 30-х годов. Монастырские вотчины, в отличие от самого монастыря, во время войны были неоднократно разграблены гуситами вместе с вотчинами Рожмберков: в 1422, 1425 и 1433 годах.
После возвращения монахов начинается новый этап консолидации и подъёма Тршебоньского монастыря. Тршебоньский конвент достиг в XV веке столь широкой известности и высокого авторитета, что его монахов приглашали и направляли для участия в учреждении новых монастырей, как в Чехии, так и в Австрии (в частности, в 1455 году они участвовали в учреждении августинского монастыря в Борованах).
В период военного противостояния короля Йиржи из Подебрад и католического Зеленогорского союза в 1467—1468 годах владения Тршебоньского монастыря подверглись нападениям и грабежам.

## Упадок монастыря
В следующем столетии ситуация поменялась кардинально. В середине XVI века в Тршебоньском монастыре, как и в других монастырях, наблюдалось существенное ослабление дисциплины и падение нравов. Дело дошло до того, что 24 ноября 1556 года владарж Вилем из Рожмберка направили в монастырь строгое послание с требованием повысить монастырскую дисциплину и прекратить моральное разложение. Однако это не помогло: нравственный упадок братии дошёл до того, что монахи в пьяном виде шли даже на совершение преступлений. По причине плохого управления хозяйством монастыря он погрузился в непомерные долги.
Вилем из Рожмберка решил кардинально устранить проблемы тршебоньской братии и в 1566 году с согласия короля Максимилиана I закрыл Тршебоньский монастырь. Желая исправить ситуацию в духовной сфере, Вилем пригласил в Тршебонь иезуитов, однако они отказались прислать туда своих священников. Тогда Вилем переподчинил Тршебоньский приход Милевскому монастырю премонстрантов, при этом в приходы Тршебоня и Младошовице были назначены светские администраторы. Собственность Тршебоньского монастыря, включая архивы и библиотеку, перешла во владение Вилема из Рожмберка.

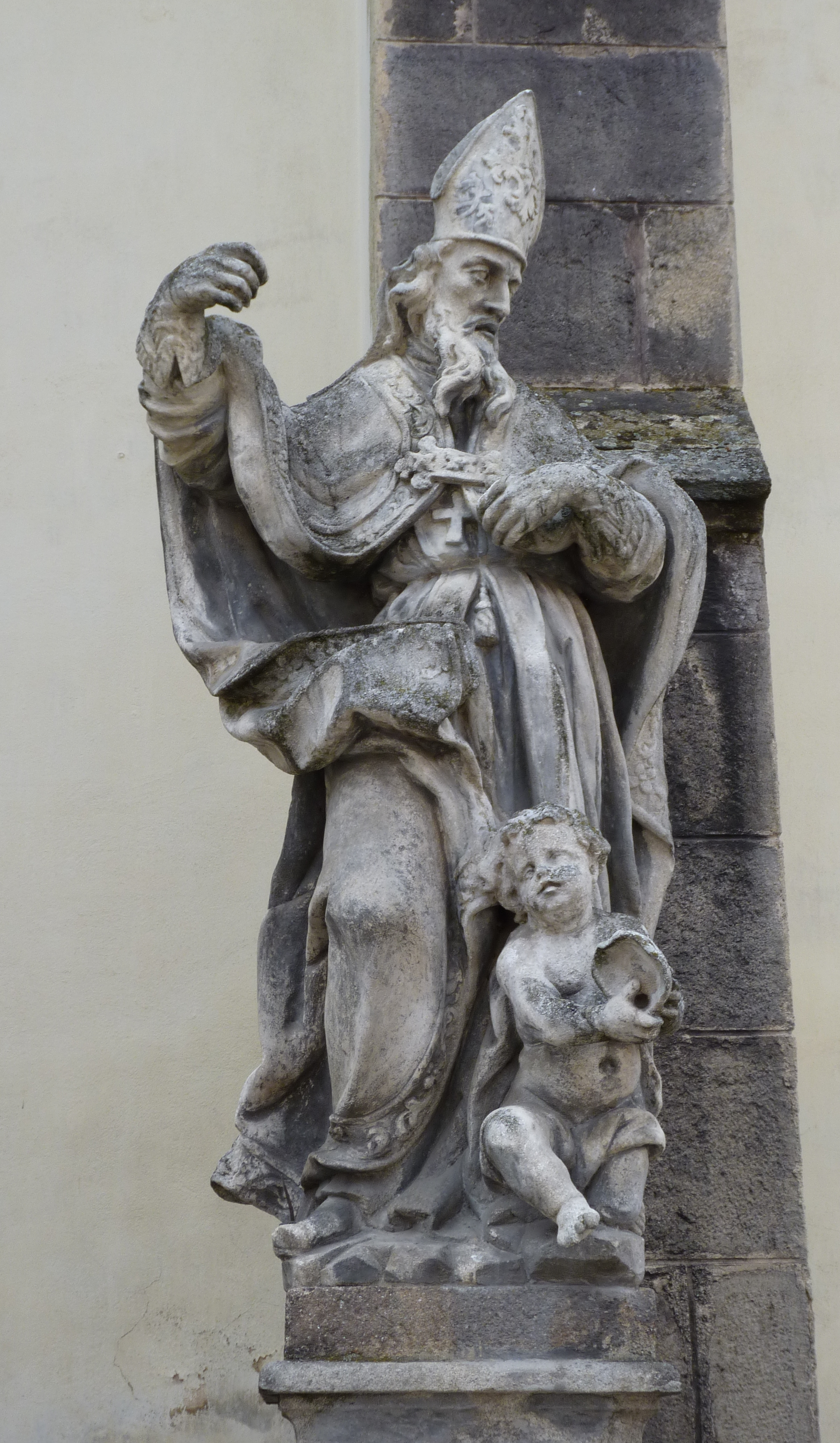
Одна из статуй в ареале костёла Святого Ильи и Царицы Девы Марии.

## Восстановление монастыря в XVII веке
В 1631 году король Чехии Фердинанд II, в собственности которого в тот период находились тршебоньские владения пресекшегося рода Рожмберков, принял решение о восстановлении Тршебоньского и Борованского монастырей и возвращении им всех их владений и иного имущества, включая архивы и библиотеки. Функции временного администратора монастыря были возложены на аббата австрийского монастыря Клостернойбург. Из Австрии же были присланы новые каноники монастыря, которые первоначально разместились в Тршебоньском замке.
Строительные работы по реконструкции монастырского комплекса продлились до конца 30-х годов, а восстановление разорённых войной вотчин — до 60-х годов. Монастырь управлялся клостернойбургским аббатом в качестве временного администратора до 1663 года. Последний администратор Бернард Шмединг ходатайствовал перед королём о возобновлении выборов тршебоньского аббата или пробста, поскольку не мог уже управлять одновременно двумя монастырями, однако король ввёл должность вице-администратора, который взял на себя непосредственное управление Тршебоньским монастырём и борованскими канониками.
11 марта 1663 года король назначил первым вице-администратором Норберта Херрмана. Новый настоятель установил в обители строгий распорядок и существенно увеличил доходы монастыря компетентным управлением его имениями. Кроме того, Херрманом собственноручно была написана хроника дома Рожмберков. Нужно отметить, что у активного и предприимчивого настоятеля не сложились отношения с новыми собственниками Тршебоньского панства, князьями Шварценберками, с которыми он длительное время вёл имущественные споры, забрасывая жалобами и их, и королевскую канцелярии. В процессе развития конфликта Херрман закрыл панский ораторий в монастырском костёле, а князь Иоганн Адольф I цу Шварценберг решил переместить монастырь за пределы Тршебоня. В дело вмешался архиепископ Праги, приказавший Херрману прекратить дрязги, однако конфликт закончился лишь со смертью вице-администратора в 1699 году.

## Развитие в XVIII веке и ликвидация монастыря
В 1738 году вице-администратор монастыря Войтех Прехтль получил статус аббата. Восстановление монастыря к тому моменту было полностью окончено и монашеская братия по национальному составу уже вновь стала чешской. Тршебоньский монастырь стал признанным центром духовной и культурной жизни города и округи, заботясь не только об укреплении католической веры, но и о развитии науки, искусства и образования. В это
же время была проведена реконструкция монастырской мельницы у Опатовицкого пруда, построены новое здание аббатского дома, капелла Святой Варвары и другие строения.

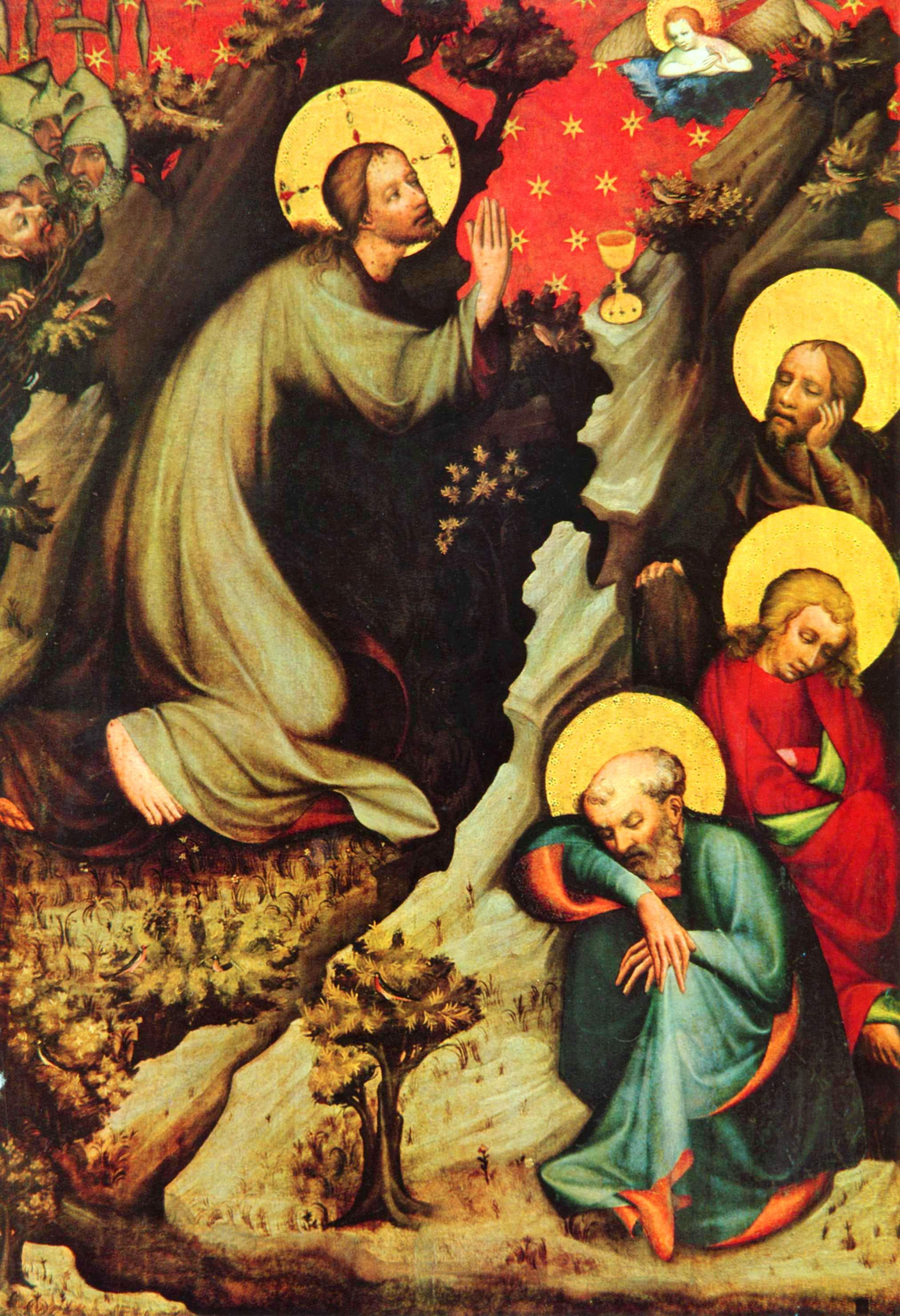
«Моление о чаше». Фрагмент «Тршебоньского алтаря» костёла Святого Ильи и Царицы Девы Марии. Конец XIV века

Последним аббатом монастыря в 1750 году стал Аугустин Марек из Баворова, имя которого до сих пор носит созданный им Марковский пруд. При нём расцвет Тршебоньского монастыря продолжился, однако в конце жизни аббата обитель постигла череда нежданных бедствий и разрушений: три года подряд случался неурожай, вызвавший голод и эпидемию чумы. Четвёртый год осенью дал хорошие всходы, но сильный град уничтожил их почти полностью, а те, что уцелели, были съедены массовым нашествием мышей. Кроме того, от чумы полёг крупный рогатый скот. В довершение всех несчастий в 1771 году из-за невнимательности работников, ремонтировавших башню костёла, в монастыре начался пожар, ставший сильнейшим за всю историю Тршебоня. Кроме монастырского комплекса, полностью выгорели 68 домов, ратуша с башней, пивоварня, мясные лавки. Пожар не тронул только Тршебоньский замок и 21 дом за его пределами. У монастырского костёла сгорела только крыша, однако в результате обрушился шпиль, который при падении пробил свод пресвитерия. Ремонт костёла был проведён в кратчайшие сроки, однако в результате новый свод утратил свои первоначальные готические черты, приобретя барочный вид. Новая крыша была ниже предыдущей, а верхняя часть башни костёла приобрела очертание луковицы.
Монастырь был практически восстановлен после пожара когда 14 июля 1785 года умер аббат Аугустин Марек, а 20 октября 1785 года в ходе религиозной реформы Иосифа II Тршебоньский монастырь был закрыт. Монахам не позволили похоронить их последнего настоятеля в аббатской крипте монастыря, поэтому Аугустин Марек из Баворова был погребён на городском кладбище. Администратор монастырского имущества позволил братии находиться в монастыре до марта 1786 года, после чего они были разбросаны по разным приходам королевства. Управление приходами Тршебоня, Младошовиц и Борован было передано светскому пастору. Каждому из бывших каноников монастыря была назначена ежегодная пенсия в 300 гульденов. Владения монастыря были оценены в 146 708 гульденов и выставлены на аукцион, где их приобрёл за 162 876 гульденов Иаганн I Непомук, 5-й князь Шварценберг. Бывшие монастырские вотчины вошли в состав Крумловского герцогства Шварценбергов, а в монастырском комплексе было размещены органы управления княжескими лесами и охотничьими заповедниками. Монастырские ворота с тех пор несут на себе в качестве одного из украшений деревянный рельеф Святого Губерта — небесного покровителя охотников.

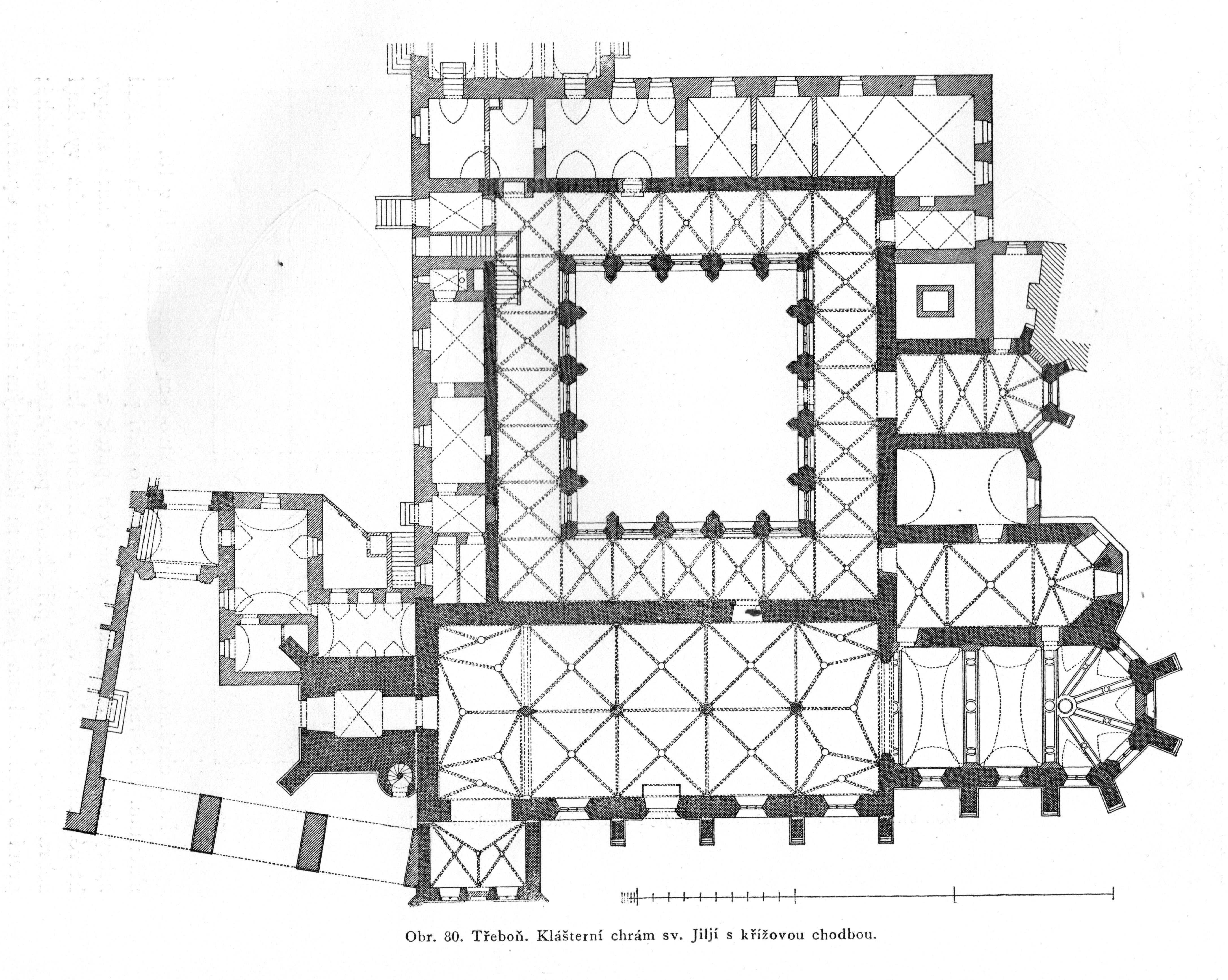
План монастырского комплекса

## Описание монастыря
Доминантой ареала монастыря является храм Святого Ильи и Царицы Девы Марии. К его северной стороне прилегает двухэтажное здание монастырского конвента квадратной формы с клуатром, сохранившимся почти в оригинальном виде с конца XIV века. Клуатр с широкими заострёнными аркадами с узкими балюстрадами служит традиционным обрамлением внутреннего квадратного «райского двора» (сада). В центре восточного крыла клуатра находится капелла Святого Иоанна Богослова, стоящая на первоначальном фундаменте. Посреди сада находится колодец.
Двор монастыря состоит из комплекса зданий, главным образом, возведённых в XVIII веке в архитектурном стиле барокко. Исключение составляет здание на южной стороне двора с готической капеллой Святого Винцента на первом этаже, построенное до 1380 года по указанию Петра II из Рожмберка. Первоначально она служила семейной часовней Рожмберков, но в 1395 году была передана монастырю (до нашего времени не сохранилась). Посреди монастырского двора находится каменный фонтан конца XVII века.
В монастыре сохранились готические окна, украшенные прекрасными узорами, и настенные росписи конца XIV — XVI веков.
Знаменитым шедевром монастырского костёла Святого Ильи и Царицы Девы Марии является «Тршебоньский алтарь» — одно из знаменитейших чешских произведений интернациональной готики конца XIV века, выполненное неизвестным автором, называемым Мастером Тршебоньского алтаря.

## Список настоятелей
- 1367—1390 гг. Бенедикт (Бенеш)
- 1390—1412 гг. Ян I
- 1412—1429 гг. Ондржей I
- 1429—1450 гг. Ян II
- 1450—1469 гг. Михал
- 1469—1498 гг. Марек
- 1498—1507 гг. Бартоломей
- 1507—1518 гг. Штепан
- 1518—1538 гг. Ян III
- 1538—1546 гг. Матоуш
- 1546—1548 гг. Шебестиан
- 1548—1565 гг. Ондржей II

- 1565—1631 гг. монастырь не функционировал
- 1631—1663 гг. администраторами монастыря были аббаты Клостернойбургские

- 1663—1699 гг. вице-администратор Норберт Херрман
- 1699—1705 гг. вице-администратор Фердинанд Сигберт фон Лилиенштейн
- 1705—1711 гг. вице-администратор Карл Пуш фон Грюнвальд
- 1711—1719 гг. вице-администратор Антонин Тихий
- 1719—1744 гг. вице-администратор, с 1738 года аббат Войтех Прехтль
- 1744—1750 гг. Адам Лишовский
- 1750—1785 гг. Аугустин Марек из Баворова